# Damián Alcázar

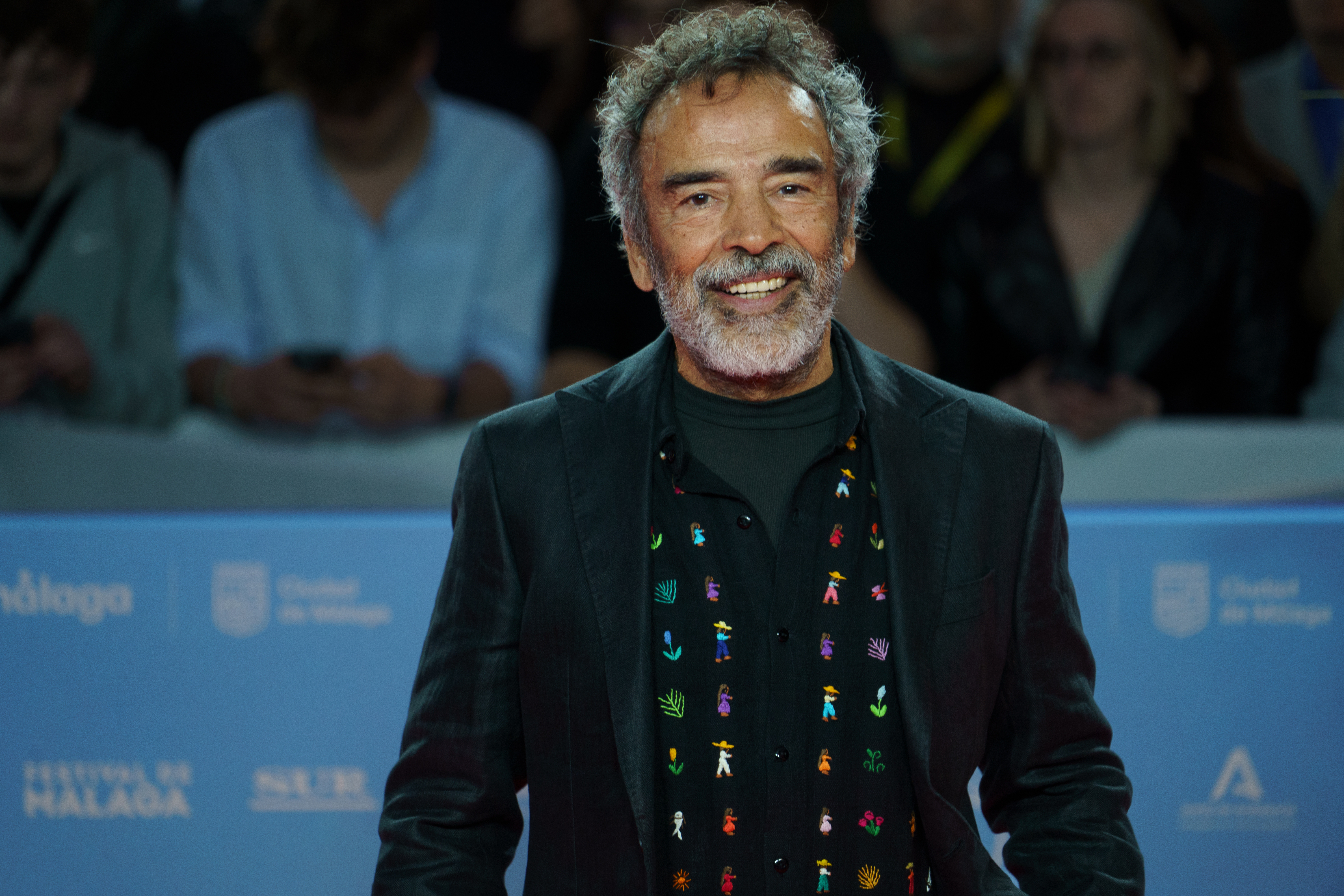
Damián Alcázar, 2025

Damián Alcázar (* 8. Januar 1953 in Jiquilpan, Michoacán, Mexiko) ist ein mexikanischer Schauspieler und Politiker (Movimiento Regeneración Nacional). Außerhalb Mexiko ist er am besten für die Darstellung des kolumbianischen Drogenbosses Gilberto Rodríguez Orejuela in der Netflix-Serie Narcos und für die Rolle des Lord Sopespian im Fantasy-Film Die Chroniken von Narnia: Prinz Kaspian von Narnia bekannt. Von 2016 bis 2017 war er Abgeordneter in der Konstituierenden Versammlung von Mexiko-Stadt.

## Leben

### Frühe Jahre
Damián Alcázar studierte zunächst Schauspiel am Instituto Nacional de Bellas Artes y Literatura und am Centro de Experimentación Teatral, später dann an der Fakultät der Universidad Veracruzana, wo er später auch unterrichtete.

### Schauspielerische Karriere
Acht Jahre lang war Alcázar als Schauspieler in zwei Theaterkompanien an der Seite der renommiertesten Regisseure Mexikos tätig. Er trat unter der Regie von George Labaudan in Jean Genets Stück Der Balkon auf. Er hat in mehr als 28 mexikanischen Filmen mitgewirkt. Zudem spielte er in sechs ausländischen Filmen mit. 1999 und 2004 wurde er für die Filme Under California: The Time Limit von Carlos Bolado und Crónicas – Das Monster von Babahoyovon von Sebastián Cordero als bester Hauptdarsteller mit einem Premio Ariel ausgezeichnet. Für den letzteren Film gewann er auch den Preis als bester Schauspieler beim Semana Internacional de Cine de Valladolid in Spanien ausgezeichnet. Er erhielt noch zwei weitere Premio Ariel als bester Nebendarsteller und wurde für vier weitere nominiert. Für den Film Two Crimes von Roberto Sneider gewann er beim Cartagena Film Festival in Kolumbien den Preis als bester Hauptdarsteller. Im April 2013 wurde er gemeinsam mit José Coronado mit dem Muestra de Cine Latinoamericano de Cataluña ausgezeichnet.

### Politische Karriere
Im Juni 2016 wurde er von der politischen Partei MORENA (Movimiento Regeneración Nacional) als Abgeordneter in die verfassungsgebende Versammlung von Mexiko-Stadt gewählt. Er verließ das Amt jedoch im Januar 2017 nach dreimonatiger Abwesenheit.

## Filmografie (Auswahl)

### Filme
- 1995: Death Race 2020
- 1997: Hombres armados - Men with guns
- 1999: La ley de Herodes
- 2002: Die Versuchung des Padre Amaro
- 2003: Pancho Villa-Mexican Outlaw
- 2006: Beyond the Sky
- 2007: Borderland
- 2008: Die Chroniken von Narnia: Prinz Kaspian von Narnia
- 2010: El Narco
- 2014: Die perfekte Diktatur
- 2019: Miss Bala
- 2023: Blue Beetle

### Serien
- 2014: Metástasis
- 2016: 2091: Jugar o morir
- 2016–2017: Narcos
- 2019: Tijuna
- 2021: Acapulco
- 2021: Narcos: Mexiko
- 2021: Nicht meine Schuld: Mexiko